# Divisione Nazionale 1932-1933
La Divisione Nazionale 1932-33 fu il 5º campionato nazionale italiano di rugby a 15 di prima divisione.
Si tenne dal 4 dicembre 1932 al 19 maggio 1933 tra 7 squadre con la formula del girone unico all'italiana; alla fine del girone d'andata, a tutti i gruppi universitari fascisti fu imposto l'abbandono di ogni competizione per prendere parte ai Giochi Littoriali del 1933; i GUF di Padova, Genova e Napoli si allinearono, mentre il GUF Torino rimase nel torneo.
Gli incontri con tali squadre furono annullati e considerati non validi al punteggio finale della classifica.
Vincitrice risultò, per la quinta volta consecutiva su cinque edizioni di campionato, l'Amatori Milano.

## Squadre partecipanti
- Amatori Milano
- Bologna
- GUF Genova
- GUF Napoli
- GUF Padova
- GUF Torino
- Rugby Roma

## Risultati
|      | 1ª/8ª giornata              |      |
| ---- | --------------------------- | ---- |
| 0-31 | GUF Torino - Amatori Milano | 0-24 |
| 11-6 | GUF Genova - GUF Padova     | 0-6  |
| 3-12 | GUF Napoli - Bologna        | 0-29 |
|      |                             |      |
|      | 4ª/11ª giornata             |      |
| 0-0  | GUF Napoli - GUF Padova     | n.d. |
| 3-6  | Rugby Roma - Bologna        | 0-14 |
| 22-0 | Amatori Milano - GUF Genova | n/d  |
|      |                             |      |
|      | 7ª/14ª giornata             |      |
| 0-6  | Rugby Roma - Amatori Milano | 0-29 |
| 0-11 | GUF Genova - Bologna        | n.d. |
| 0-0  | GUF Torino - GUF Padova     | 0-3  |

|      | 2ª/9ª giornata              |      |
| ---- | --------------------------- | ---- |
| 3-6  | GUF Padova - Rugby Roma     | 0-14 |
| 0-25 | GUF Torino - Bologna        | 0-21 |
| 33-0 | Amatori Milano - GUF Napoli | 19-0 |
|      |                             |      |
|      | 5ª/12ª giornata             |      |
| 0-6  | Bologna - Amatori Milano    | 0-0  |
| 3-3  | GUF Napoli - Rugby Roma     | n/d  |
| 0-3  | GUF Genova - GUF Torino     | n/d  |

|      | 3ª/10ª giornata             |      |
| ---- | --------------------------- | ---- |
| 0-6  | GUF Padova - Bologna        | n/d  |
| 3-0  | GUF Genova - GUF Napoli     | 0-6  |
| 3-0  | GUF Torino - Rugby Roma     | 6-0  |
|      |                             |      |
|      | 6ª/13ª giornata             |      |
| 23-0 | Amatori Milano - GUF Padova | n.d. |
| 6-3  | GUF Torino - GUF Napoli     | n.d. |
| 11-5 | Rugby Roma - GUF Genova     | 5-3  |

## Classifica
| Pos | Squadra        | G  | V | N | P | PF  | PS  | DP   | Pt |
| --- | -------------- | -- | - | - | - | --- | --- | ---- | -- |
| 1   | Amatori Milano | 10 | 9 | 1 | 0 | 193 | 0   | +193 | 11 |
| 2   | Bologna        | 10 | 8 | 1 | 1 | 124 | 12  | +112 | 9  |
| 3   | GUF Torino     | 10 | 4 | 1 | 5 | 18  | 107 | −89  | 4  |
| 4   | Rugby Roma     | 11 | 4 | 1 | 6 | 42  | 72  | −30  | 0  |
| 5   | GUF Genova     | 9  | 3 | 0 | 6 | 22  | 74  | −52  | 0  |
| 6   | GUF Napoli     | 9  | 1 | 2 | 6 | 15  | 105 | −90  | 0  |
| 7   | GUF Padova     | 9  | 2 | 0 | 7 | 18  | 62  | −44  | 0  |

## Verdetti
- Amatori Milano: campione d'Italia